# Rhodophthitus roseovittata
Rhodophthitus roseovittata là một loài bướm đêm trong họ Geometridae.